# Teatro Giuseppe Verdi (Fiorenzuola d'Arda)
Il Teatro Giuseppe Verdi è un teatro situato a Fiorenzuola d'Arda, in provincia di Piacenza.

## Storia

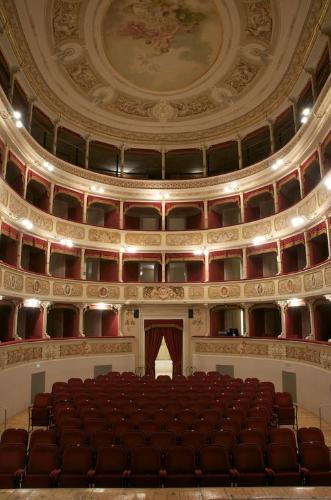
Interno del teatro

Tra le attuali via Alberoni e via San Fiorenzo stava un tempo un'abbazia di proprietà del capitolo di Piacenza. Nel 1841 il Comune di Fiorenzuola d'Arda decise di ristrutturare il grande edificio per ospitare servizi destinati ai cittadini: un teatro pubblico, il mercato "dei grani", le scuole maschili e femminili e una scuola di musica. All'architetto Giannantonio Perreau fu chiesto di presentare una relazione dei lavori. Il suo primo progetto, assai ambizioso, dimostra che Perreau era aggiornato sulla contemporanea trattatistica teatrale, sulle più moderne tecniche di scena e sulle più recenti teorie relative alla propagazione del suono. Il consiglio, però, probabilmente sollevò dubbi sulla effettiva necessità di tale impresa, consigliando il riutilizzo, meno impegnativo, di spazi più consoni: «qualcuno propose di restaurare l'antico teatrino del palazzo Grossi [...] altri invece insisteva per farlo nel luogo ove risiede l'attuale Municipio». Perreau presentò allora nel 1846 un secondo progetto assai più semplificato per ciò che riguardava sia il prospetto interno che quello esterno, ma "a danno dell'estetica e dell'arte". Il secondo progetto del "teatro Comunitativo" fu finalmente approvato con decreto della duchessa Maria Luisa d'Asburgo-Lorena del 4 maggio 1847, accogliendo la deliberazione dell'Anzianato.
Fu la Reale Accademia di Belle Arti di Parma che scelse invece il progetto decorativo del pittore Bertolotti, che venne in seguito affiancato dagli scenografi Giacobelli e Gelati. In teatro si conservano ancora i bozzetti firmati con le tinte originali oggi scomparse, del palco reale e del sipario, realizzato solo dopo due anni dall'apertura. 
L'inaugurazione avvenne il giorno 8 ottobre 1853 con la rappresentazione dell'Attila di Giuseppe Verdi, davanti ad un pubblico che gremiva la platea e i tre ordini di palchi. Dirigeva l'orchestra, formata dai migliori professori del teatro Ducale di Parma e da orchestrali del teatro municipale di Piacenza, il primo violino Ferdinando Squassoni curatore anche dell'allestimento dello spettacolo in qualità di impresario. Il teatro "elegante, sonoro, capace di contenere un seicento persone", fu intitolato al duca consorte Carlo III, ma con l'annessione di Fiorenzuola al Regno Sabaudo, fu cambiato nel 1859 semplicemente in Teatro Municipale, mentre dal 1901 si è voluto dedicarlo a Giuseppe Verdi. 

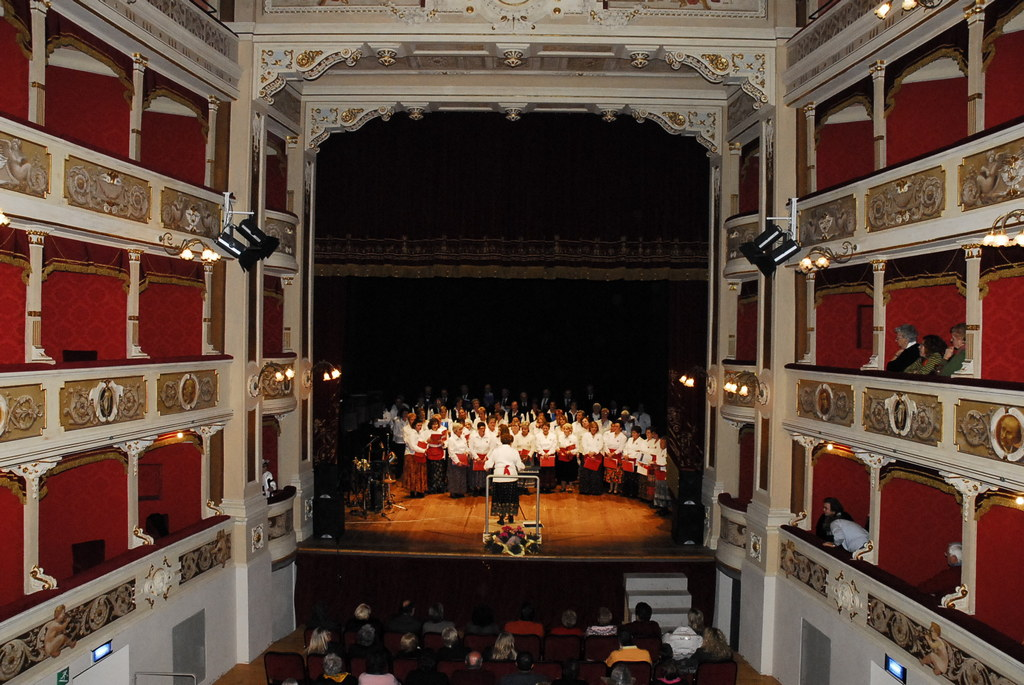
Il palcoscenico

Dall'atrio a pianta rettangolare si accede alla platea con pianta a ferro di cavallo e con tre ordini di palchi e un loggione. Il primo ordine è suddiviso in quattordici palchi, mentre il secondo e il terzo in tredici palchi. 
Nel 1914 il teatro subì una pesante ristrutturazione sul progetto dell'ingegnere Giuseppe Frignani, che però preservò in parte l'originale tipologia ottocentesca. L'anno successivo tuttavia furono completamente rifatte le decorazioni dal pittore Paolo Vanoli, che dipinse effigi di autori celebri e medaglioni con figure mitologiche nelle balconate dei palchi e nel soffitto della platea, datato 1915, le tre muse della musica, della poesia e della pittura. Nel 1923 il teatro subì un nuovo restauro, diretto dall'ingegnere Frignani.
Nel 1962 il teatro è stato chiuso per inagibilità, all'inizio degli anni 1980 è stato effettuato un intervento di emergenza al tetto atto a scongiurare ulteriori danni. Alla fine degli anni 1990 è stato avviato un lungo e complesso intervento di recupero che, condotto per successivi stralci, ha consentito la riapertura definitiva del teatro nella primavera del 2006. 
Un parziale utilizzo della parte anteriore dell'edificio è stata possibile fin dal giugno 2002, quando l'assessorato alla cultura del Comune di Fiorenzuola ha promosso un'intensa attività espositiva di opere d'arte contemporanea. L'iniziativa coglieva un duplice obiettivo, da un lato portava la cittadinanza a riappropriarsi di un luogo chiuso alla pubblica fruizione da lungo tempo, dall'altro avvicinava un pubblico assai eterogeneo al contemporaneo, proposto in forme e stili diversi.
Nel 2013 è stato inaugurato al suo interno il museo del teatro, visitabile su prenotazione rivolgendosi all'ufficio cultura del Comune. Sono numerosi i riferimenti al maestro Giuseppe Verdi, che era abituato a partire dalla stazione ferroviaria di Fiorenzuola, dove è stata posta un'epigrafe.